# 津山ちなみ
津山 ちなみ（つやま ちなみ、1979年4月22日 - ）は、日本の漫画家。長崎県出身。血液型はO型。福岡教育大学中退。ペンネームの由来は好きな歌手のB'zの稲葉浩志の出身地が岡山県津山市であることから。『ちなみ』は「津山にちなんで」から。

## 略歴
- 1994年 - 「HIGH SCORE」が『りぼん夏休みおたのしみ増刊号』（集英社）に掲載され[1]、中学3年生の時にデビュー[3]。しかしデビュー作を掲載時に削られた[4]。
- 1995年 - 『りぼん』（同）4月号より、およびその関連誌にて『HIGH SCORE』を連載中。
- 2011年 - 『HIGH SCORE』がキッズステーションにてテレビアニメ化された。

## 作品リスト
全て集英社から刊行されている。
- HIGH SCORE （『りぼん』1995年4月号 - 連載中、既刊24巻）
- めだSCORE（森ゆきえとの合作漫画）
- 津山ちなみのまんが道（『りぼん』2014年8月号 - ）

### アンソロジー
- りぼん新人まんが家デビュー作集 8 50年目のHearty cake 池野恋・編[注 1]（集英社〈りぼんマスコットコミックス〉）
  - 1995年6月1日発売、ISBN 978-4-08-853804-4
  - HIGH SCORE（『りぼん』1994年夏休みおたのしみ増刊号、デビュー作）
- 東日本大震災チャリティー漫画本 PARTY! HANA[注 2][5]（メディアパル）
  - 2011年8月5日発売[6]、ISBN 978-4-89610-201-7
  - HIGH SCORE〜男女逆にしてみました〜[7]
- 弱虫ペダル公式アンソロジー 放課後ペダル4   - イラスト[8]（秋田書店）
  - 2016年5月6日発売、ISBN 978-4-253-21378-3

### 単行本未収録作品
- HIGH SCOREホラー番外編（『りぼん』2021年7月号別冊ふろく『怖いりぼん』）
- 前の席の幽霊（『りぼん』2023年7月号別冊ふろく『怖いりぼん』[9]）